# Kramerspitz
Il Kramerspitz è un monte delle Alpi Orientali, più precisamente dei Monti di Fundres, di 2943 metri. Assieme all'Ebergrubenspitz appartiene alla cresta del Picco della Croce. Si trova fra le Valli di Valles e di Trens, non distante dal rifugio alpino Simile Mahd Alm, dal Rifugio Bressanone e dal Lago Selvaggio.